# 제7군 (독일 국방군)
제7군(7. Armee Oberkommando)은 제2차 세계 대전 중 독일 육군의 육상 병력이다. 이들은 프랑스 공방전, 노르망디 상륙, 벌지 전투 등에서 싸우다가 1945년 5월 연합군에게 항복했다.

## 역사

### 기원
제 7군은 슈투트가르트에서 1939년 8월 25일 활동하였고, 프리드리히 돌만이 사령관이었다. 전쟁이 발발하자 제 7군은 프랑스 국경 지대의 서부 방벽을 방어하는 임무를 맡았다. 1940년 프랑스 공방전이 시작되자 제7군은 C군의 빌헬름 리터 폰 레프 장군의 휘하 부대가 되었다. 1940년 6월 14일 C군이 마지노 선을 공격하였다. 제7군은 콜마르 지역에 도착하여 제2군을 로렌으로 몰아붙였다. 전역이 끝났을 때. 제 7군은 프랑스 동부 지역에 있었다. 1940년 6월부터 1941년 4월까지 제 7군은 프랑스 남쪽 지역을 보호하는 임무를 맡았으며 1941년 4월에는 브르타뉴와 노르망디로 이동하여 그 지역의 해안 방어를 맡았다. 1944년 중순부터 이 군대는 에르빈 롬멜의 B군 휘하에 들어갔다.

### 노르망디
독일 사령부의 연합군 침공과 관련된 불확실성으로 제7군은 서부 기갑군에 의해 그들의 병력이 강화되었음에도 불구하고 노르망디에서 초기 공격에 제대로 대응하지 못했다. 제15군은 파드 칼레에 그대로 남아있었는데, 그 이유는 연합군의 또 다른 침공 우려 때문이었다. 6월 28일 군 사령관인 프리드리히 돌만이 심장마비로 죽었다.
연합군의 지속적인 압박으로 제7군은 보카주로 후퇴해야 했다. 결국 1944년 7월 말에 시행된 코브라 작전 당시 연합군의 폭격으로 제7군의 좌측이 약해졌으며
미국 제1군의 공격으로 붕괴되었다. 이후 뤼티히 작전의 시행으로 독일 제7군은 몰살당하는 정도의 피해를 입었다. 중장비와 다른 모두 무기를 버리고 제7군의 남은 인원들을 팔레즈 협곡에서 벗어나 독일 국경으로 후퇴했다. 1944년 여름 제7군은 벨기에와 룩셈부르크 국경 지대인 에이펠 지역에서 방어를 맡았으며 히틀러는 서부 전선에서 대공세를 준비하고 있었다.

### 벌지 전투
벌지 전투 동안, 이 군대는 212보병 사단, 256보병 사단, 352보병사단으로 구성되었고, 제5엽병사단도 포함되었다. 그들의 역할은 제5기갑군의 남쪽 측면을 보호하고 아르덴 공세의 남쪽 전선을 지켜내는 것이었다. 공세에 참여한 다른 2개의 독일 군대처럼, 제7군은 계속되는 손실을 입어야 했다. 제7군은 미국 제3군의 북쪽 공세를 방어했으나 조지 S. 패튼이 바스토뉴와 호펄라이즈로 진격하는 것을 정지시키지는 못했다. 그러나 이들은 포위를 받지는 않았으며 서부 방벽으로 무사히 후퇴할 수 있었다.

### 독일
1945년 1월, 미국 제3군이 동쪽으로 공격을 개시하자 제7군은 코블렌츠 지역의 트리에르로 후퇴할 수 밖에 없었다. 미군의 지속적인 압박으로 제7군은 마인츠와 만하임으로 후퇴했고, 미군의 공격이 중부 독일에서도 1945년 3월과 4월에 이어지자 제7군은 마인과 란 강의 협곡 일대로 후퇴하였다. 이들은 스페스자르트, 풀다, 고타, 그리고 라이프치히와 호프 사이의 튀링겐 숲으로 연이어 패퇴하였다.

### 운명
1945년 5월 8일, 제7군은 미국 제3군에게 바이에른 숲과 서부 보헤미아에서 1945년 5월 8일 항복했다.

## 사령관
- 프리드리히 돌만 (1939.8.25 – 1944.6.28)
- 파울 하우서 (1944.6.29-1944.8.20)
- 하인리히 에버바흐 (1944.8.21 – 1944.8.30)
- 에리히 브란덴베르커 (1944.9.3 – 1945.2.21)
- 한스 펠베 (1945.2.22 – 1945.3.25)
- 한스 폰 옵스트펠데 (1945.3.26 – 1945.5.8)